# Elettropop
L'elettropop è un genere musicale che unisce musica elettronica e musica pop.
È una variante del synth pop con una spiccata enfasi verso sonorità elettroniche. Caratterizzato dal massiccio uso di sintetizzatori, da melodie orecchiabili, testi spesso leggeri e un sound basato su sintetizzatori, drum machine e altri strumenti elettronici. Ha conosciuto la sua prima formazione tra 1978 e 1981. Il termine, che, al livello internazionale, è più comunemente scritto nella forma originaria inglese electropop, è entrato nell'uso quotidiano, a partire dagli anni novanta (in Italia, dopo il 2000, si tende a preferire la corrispondente forma italianizzata). L'elettropop ha posto le fondamenta per il cosiddetto synth pop da classifica (in inglese, chart-oriented synth pop), creando un vero e proprio mercato di massa. Sono moltissime le band che da allora hanno portato avanti la tradizione dell'elettropop, facendo attraversare a questo longevo genere musicale l'intero decennio degli anni novanta, fino ad arrivare al nuovo millennio.

## Caratteristiche
Il genere è caratterizzato generalmente da suoni di sintetizzatori a bassa frequenza distintivi che può variamente essere descritto come fresco, croccante, gracchiante, confuso, caldo, distorto o sporco. L'elettropop è diverso dal synth pop, con cui si tende a confonderlo. Il synth pop è spesso caratterizzato da un suono freddo e i testi, alienati e impassibili, hanno spesso delle implicazioni fantascientifiche, e non fanno uso del tema romantico-sentimentale più trito, cosiddetto, nella cultura anglofona, "boy meets girl, boy loses girl" (letteralmente: «il ragazzo incontra la ragazza, il ragazzo perde la ragazza»), imperniato sui rapporti d'amore più tradizionali e inflazionati, e comunissimo tra gli artisti che dominano il mercato di massa.
Per la maggior parte i brani elettropop odierni, al contrario, sono essenzialmente pezzi elettronici e pop spesso caratterizzati da ritornelli semplici e orecchiabili, veicolati da ritmi ballabili (danceable), anche se non ancora propriamente "dance". Le canzoni elettropop si differenziano da quelle della musica dance elettronica, che l'elettropop ha influenzato e dei quali ha contribuito allo sviluppo (house, electroclash, aggrotech, ecc.), concentrandosi maggiormente sull'aspetto compositivo delle canzoni piuttosto che sull'enfasi sulla pura ritmica e ballabilità (danceability) che caratterizza la musica dance elettronica.

## Storia
Dalla fine degli anni settanta e l'inizio degli anni ottanta molti dei primi artisti elettropop sono di origine tedesca e britannica e traggono ispirazione dagli album di David Bowie del cosiddetto «periodo berlinese», "Heroes" e Low. Altre influenze rilevanti sull'elettropop sono esercitate dalla band tedesca dei Kraftwerk e dal gruppo giapponese Yellow Magic Orchestra. Alcune formazioni hanno tratto ispirazione anche dal gruppo newyorkese synthpunk Suicide, nonché dalle band krautrock Neu!, Can e i tedeschi Cluster.
Esisteva già la musica elettronica sperimentale d'avanguardia, che aveva peraltro una lunga storia, soprattutto nel Nord Europa, ma non ebbe una grande influenza sull'elettropop. La tradizione della musica elettronica d'avanguardia permise comunque l'accesso a un archivio consolidato di tecniche, costruito nel corso di decenni di esperienza sul campo, tramite organizzazioni quali il BBC Radiophonic Workshop e la Electronic Music Studios Ltd di Londra. Queste istituzioni furono patrocinate dai primi pionieri del rock elettronico quali Brian Eno, i Roxy Music, i Pink Floyd e i tedeschi Tangerine Dream.
L'elettropop veniva screditato con forza nella stampa musicale britannica della fine degli anni settanta e dell'inizio degli anni ottanta come l'"Adolf Hitler Memorial Space Patrol", con il giornalista Mick Farren in prima linea come rappresentante dei sospetti dei giornalisti di sinistra. Una volta, il New Musical Express pubblicò un fotomontaggio di due pagine, che mostrava la band dei Kraftwerk sul palco del Raduno di Norimberga. Pochissimo tempo dopo, molti gruppi musicali britannici si scelsero dei nomi reminiscenti il nazismo, come New Order, A Certain Ratio e Joy Division, influenzati dal movimento Junge Wilde (in tedesco, «gioventù selvaggia»), allora corrente nella musica tedesca. Anche il duo di musica elettronica italiano Krisma fu accusato di essere nazista.
In seguito, l'elettropop alimentò il movimento britannico dei new romantic che, all'inizio degli anni ottanta, ne incorporò il sound realizzato con i tipici sintetizzatori. Il primo elettropop pose le basi per l'accettazione della successiva musica rave, che fece la sua prima comparsa nel 1983, con il singolo dei New Order "Blue Monday". A circa dieci anni dalla cosiddetta «morte» dell'elettropop, attorno al 1982, il significato culturale dei suoi caratteristici "blips and beeps" («lucine e bip») era stato purificato dalla contaminazione del modernismo, saldandosi fermamente alla "nostalgia new romantic per l'arcaico", tipica della cultura rave.
Negli Stati Uniti il genere attecchì curiosamente proprio nella cultura afro-americana, in particolare a Detroit, dove musicisti quali A Number of Names e Cybotron ne elaborarono una versione stilistica declinata secondo gli stilemi dell'R&B e del funk coevi, il che condusse infine alla creazione della scena techno di Detroit. Da New York, Afrika Bambaataa inventò invece lo stile electro dell'hip-hop, campionando i Kraftwerk.
In Italia la tendenza elettropop acquisisce maggior popolarità negli anni 2010 con il cambio di stile musicale di artisti già affermati come Marco Mengoni, Jovanotti, Laura Pausini, Biagio Antonacci, Cesare Cremonini, Giorgia, Dolcenera, Francesca Michielin, Alessio Bernabei, Lorenzo Fragola, Emma Marrone, Andrea Nardinocchi, Luca Carboni, Francesco Renga, Elisa, Alessandra Amoroso, Annalisa, Nek, Gianna Nannini e Zucchero Fornaciari.